# برنارد بي. فال
برنارد بي. فال (بالفرنسية: Bernard B. Fall)‏ هو عالم سياسة ومراسل عسكري فرنسي وأمريكي، ولد في 19 نوفمبر 1926 في فيينا في النمسا، وتوفي في 21 فبراير 1967 في Street Without Joy ‏.

## وصلات خارجية
- برنارد بي. فال على موقع إن إن دي بي (الإنجليزية)